# 理论力学
理论力学主要研究物体的力学性能及运动规律，是力学的基础学科，由静力学、运动学和动力学三大部分组成。也有人认为运动学是动力学的一部分，而提出二分法。

## 研究对象
主要研究对象为简单物体，包括质点、质点系、刚体和刚体系。
研究内容主要是对简单物体进行受力分析。

### 静力学
包括几何静力学和分析静力学。
- 物体的受力分析
- 平面交汇力系
- 力矩与力偶理论
- 力系简化的基本方法

### 运动学
依照研究对象分为：
- 质点运动学
- 质点系运动学
- 刚体运动学
- 刚体系运动学

### 动力学
- 拉格朗日方程
- 动量定理
- 动能定理
- 碰撞理论